# Piled Higher and Deeper
Piled Higher and Deeper (phd comics) は作者 Jorge Cham によりウェブで公開されているコミック・ストリップ（4コマ漫画）。大学院生の日常をつづる。2007年現在日本語訳は出版されていないが、絵柄とその自虐的な内容は日本人にもなじみやすい。

## 概要
博士号取得を目指す大学院生たちの、悩みに満ちた日常を描いたアメリカのコミック・ストリップ。最初の作品は、1997年、作者 Jorge Cham がスタンフォードの大学院生だった時に書かれた。コマわりは横置きが主で、初期の作品には4コマのものが見られるが、日本の4コマ漫画のスタイルに沿わないものも多い。作者が過去の作品すべてをウェブで公開しているほか、それをまとめた単行本も出版されている。
なお、「全作品を読む事は研究への悪影響を及ぼす可能性があります」との注意書きがある。
内容は研究上の学術的な悩みだけでなく、現実逃避して研究を先延ばしにする危険や、ただで食べられる食料のあくなき探求などが自虐的に描かれている。ニュートン力学での慣性の法則を、指導教官に言われるまでは研究しはじめない大学院生に置き換えるなどのパロディ作品も多い。また、代々受け継がれる汚いソファーや不明なものが貯蔵される冷蔵庫など、大学院の研究室ならではのあるあるネタは、日本の大学院生でも共感できる部分が多い。なお、作品にマリコという名の日本人学生も登場する。

## 登場人物
スタンフォード大学の大学院生であった作者自身の分身と思われる主人公には名前がない。主人公は工学博士を目指す大学院生である。その他の主な登場人物は以下のとおり。
- 主人公の妹 Dee。学部学生。
- 工学系には数少ない女性の一人である Cecilia。自分がおたくであることを認めるまでに長い間かかった。
- 誰よりも長く博士課程にいる Michael Slackenerny。既婚者。
- 社会科学の博士課程で文化人類学を専攻する女性 Tajel。セシリアのルームメイト。

## タイトルの意味
英語圏において、PhD(博士号)を "Piled Higher and Deeper" の略とする古いジョーク。直訳は「（たわごと=bullshitばかりの)論文・理論・知識などをうず高く積み上げる」という意味。博士号を持っている事は、学術研究の優秀さを意味するのではなく、たくさんのくだらない知識(bullshit)をつみあげたということ意味するのだという皮肉である。 この表現は理学学士(B.S. = Bachelor of Science)を"Bull Shit"、理学修士(M.S. = Master of Science)を"More Shit"と揶揄することにもとづいている。。日本において大学院に入学・卒業する事を、入院、退院と揶揄するのと似ている。

## 参考
1. ↑   new to Phdの一番下に「全作品を読む事は研究への悪影響を及ぼす可能性があります」との注意書きがある
2. ↑   http://www.phdcomics.com/comics/archive.php?comicid=221
3. ↑  Piled Higher and Deeper? Is this what PhD really stands for?
4. ↑  en:Piled Higher and Deeper